# Sisyrinchium macrophyllum
Sisyrinchium macrophyllum är en irisväxtart som beskrevs av Jesse More Greenman. Sisyrinchium macrophyllum ingår i släktet gräsliljor, och familjen irisväxter. Inga underarter finns listade i Catalogue of Life.